# 子士
子士（?—?），春秋时代齐国的大夫田乞的儿子。
前490年秋，齐景公去世，十月，国惠子、高昭子立公子荼（安孺子），公子嘉、公子驹、公子黔逃到卫国，公子鉏、公子阳生逃到鲁国。第二年，陈乞杀死了安孺子，到鲁国迎接公子阳生回国，让自己的妻妾，子士的母亲照顾他。公子阳生回国即位就是齐悼公。